# Чаплино (Тверська область)
Чаплино (рос. Чаплино) — присілок в Калязінському районі Тверської області Російської Федерації.
Населення становить 58 осіб. Входить до складу муніципального утворення Алфьоровське сільське поселення.

## Історія
Від 2005 року входило до складу муніципального утворення Алфьоровське сільське поселення.

## Населення
| 1859 | 1888 | 2002 | 2010 |
| ---- | ---- | ---- | ---- |
| 314  | ↗325 | ↘68  | ↘58  |